# Turčianske Kľačany
Turčianske Kľačany es un municipio del distrito de Martin en la región de Žilina, Eslovaquia, con una población estimada a final del año 2024 de 1053 habitantes.
Se encuentra ubicado al oeste de la región, cerca del curso alto del río Váh (cuenca hidrográfica del Danubio) y del parque nacional de Veľká Fatra.

## Demografía
| Año        | 1994 | 2004    | 2014     | 2024     |
| ---------- | ---- | ------- | -------- | -------- |
| Población  | 809  | 842     | 933      | 1053     |
| Diferencia |      | +4,07 % | +10,80 % | +12,86 % |

| Año        | 2023 | 2024    |
| ---------- | ---- | ------- |
| Población  | 1049 | 1053    |
| Diferencia |      | +0,38 % |